# آرثر هولاند (حكم كرة قدم)
آرثر هولاند (26 نوفمبر 1916 – مارس 1987) كان حكم كرة قدم إنجليزي.

## المسيرة المهنية
ولد في بارنسلي، وأصبح مساعد حكم لدوري كرة القدم الإنجليزية في عام 1947 وانضم إلى قائمة الحكام في عام 1951، وأدار نهائي كأس الهواة في عام 1959. في وقت لاحق في نفس العام ، تم تعيينه في قائمة الفيفا ثم حكم لاحقًا في نهائي كأس أوروبا 1963 بين بنفيكا وميلان. أنهى مسيرته التحكيمية المحلية مع نهائي كأس الاتحاد الإنجليزي عام 1964 بين وست هام يونايتد وبريستون نورث إند. بعد أسابيع قليلة كانت مباراته الأخيرة هي نهائي كأس الأمم الأوروبية بين إسبانيا والاتحاد السوفيتي في مدريد عام 1964.
خارج كرة القدم، عمل كعامل منجم من عام 1935 وبعد تقاعده التحكيمي عمل كصاحب حانة.

## البطولات
- كأس أوروبا 1962–63 (النهائي)
- كأس الاتحاد الإنجليزي 1963–64 (النهائي)
- كأس الأمم الأوروبية 1964 (النهائي)